# Jack Davis (attore)
Jack Davis (Los Angeles, 5 aprile 1914 – Santa Monica, 3 novembre 1992) è stato un attore statunitense, noto come attore bambino per aver recitato nella serie Simpatiche canaglie negli anni 1922-1923.

## Biografia
John "Jackie" Davis nasce a Los Angeles nel 1914. Era il fratello minore dell'attrice Mildred Davis, protagonista nei film di Harold Lloyd. Come attore bambino è per un paio di anni (1922-23) uno degli interpreti principali delle Simpatiche canaglie e una delle prime stelle della serie. Tuttavia, dopo il matrimonio con Mildred nel 1923, Harold Lloyd decise di ritirare il bambino dalla carriera attoriale e di inviarlo ad una scuola militare. Il suo ultimo ruolo nelle Simpatiche canaglie fu in un cortometraggio girato del 1923, Derby Day, anche se continuerà ad apparire in un paio di episodi completati in precedenza.
Lasciato il mondo dello spettacolo, Jack eccelse negli studi. Si laurea in antropologia e medicina a Berkeley nel 1942, specializzandosi in cardiologia. Presta servizio in guerra nella marina statunitense e si afferma quindi come un importante medico con il nome di Dr. John H. Davis a West Los Angeles e professore alla David Geffen School of Medicine presso UCLA.
Morì a 78 anni a Santa Monica, in California, a causa di un'insufficienza respiratoria il 3 novembre 1992, appena un giorno dopo la scomparsa di Hal Roach, il creatore della serie delle Simpatiche canaglie. Gli attori Carrie Mitchum e Bentley Mitchum sono suoi nipoti.

## Filmografia
- Simpatiche canaglie, serial cinematografico - 19 cortometraggi:

1. One Terrible Day (10 settembre 1922)
2. Young Sherlocks (26 novembre 1922)
3. Saturday Morning (3 dicembre 1922)
4. A Quiet Street (31 dicembre 1922)
5. The Champeen (28 gennaio 1923)
6. The Cobbler (18 febbraio 1923)
7. The Big Show (25 febbraio 1923)
8. A Pleasant Journey (18 marzo 1923)
9. Boys To Board (8 aprile 1923)
10. Giants Vs. Yanks (13 maggio 1923)
11. Back Stage (3 giugno 1923)
12. Dogs of War (1 luglio 1923)
13. Lodge Night (29 luglio 1923)
14. July Days (26 agosto 1923)
15. No Noise (23 settembre 1923)
16. Stage Fright (21 ottobre 1923)
17. Derby Day (18 novembre 1923)
18. Sunday Calm (16 dicembre 1923)
19. Fast Company (16 novembre 1924)